# Manaurie
Manaurie – miejscowość i dawna gmina we Francji, w regionie Nowa Akwitania, w departamencie Dordogne. W 2013 roku populacja ówczesnej gminy wynosiła 162 mieszkańców. 
W dniu 1 stycznia 2019 roku z połączenia dwóch ówczesnych gmin – Les Eyzies-de-Tayac-Sireuil, Manaurie oraz Saint-Cirq – powstała nowa gmina Les Eyzies. Siedzibą gminy została miejscowość Les Eyzies. 